# 叶悖麻
叶悖麻（11世纪？—1084年），西夏官员，夏惠宗时军事首领，党项族。
叶悖麻担任统军。大安八年（1082年）九月，宋夏永乐城之战中，叶悖麻与副统军咩讹埋等率领六监军司兵三十万屯兵泾原北，等待宋军出塞袭击。然后从明堂川入驻河西，与夏州烽台相对。让铁鹞军渡河，大败宋军，围攻永乐城（今陕西米脂县西北马湖峪）。派游骑掠夺米脂，据水砦，又派兵扼守要害，断援兵馈运。永乐城城陷，北宋给事中徐禧等被杀。进围米脂，耀兵城下而还。后又在太后梁氏与国相梁乙逋主持下，参与谋复夏国失地。大安十年（1084年）四月，叶悖麻再和咩讹埋率兵围安远砦，宋将拒战，叶悖麻兵败被杀。